# 谷好好
谷好好（1973年9月—），女，汉族，浙江温州人，中华人民共和国文藝界人士。1986年从浙江温州考入上海戏曲学校。现任上海戏曲艺术中心党委书记、总裁，上海昆剧团团长，上海市戏剧家协会主席。上海市文学艺术界联合会专职副主席。第十四届全国政协委员。